# Zé Mário
José Mário de Almeida Barros (Rio de Janeiro, 1 februari 1949) is een Braziliaans voetbaltrainer.

## Carrière
Zé Mário begon zijn carrière in 1970 bij Bonsucesso FC en speelde tussen 1971 en 1982 voor CR Flamengo, Fluminense FC, CR Vasco da Gama en Portuguesa. Hij beëindigde zijn spelersloopbaan in 1982.
In 1982 startte Zé Mário zijn trainerscarrière bij Botafogo FR. Hij was als hoofdtrainer actief bij diverse clubs in Brazilië en Midden-Oosten.